# Каранфилян, Довлат Геворкович
Довлат Геворкович Каранфилян (иногда Каранфелян или Гаранфилян или Гаранфелян) (1892—1951) — армянский ковроткач, реставратор ковров и тканей, создатель нового вида декоративно-прикладного искусства — портретного ковра. Известен как «мастер портретного ковра». Член союза художников Армении

## Биография

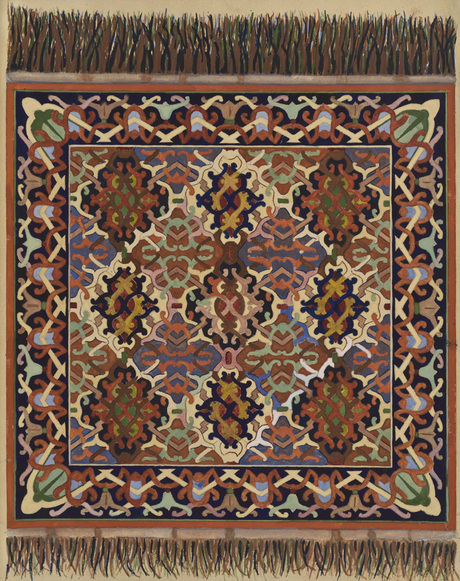
Ковер созданный Довлатом Каранфиляном

Родился Довлат Каранфилян в 1892 году в Киликии в городе Зейтун. Там же с детства наблюдая как ткут ковры мать и тетки, овладел ремеслом ковроткачества. Получив в родном городе начальное образование перебрался в Алеппо, работал ткачом и реставратором старинных тканей и ковров. С 1919 по 1923 год был дизайнером и стилистом ковров на алеппской ковровой фабрике. Одновременно с работой учился в школе изящных искусств и изучал восточные миниатюры. Уже тогда Каранфиляна по мимо техники коврового ремесла, интересовала композиция коврового рисунка. Он стремился преодолеть старые национальные традиции и перейти от стилистического узора к максимально приближенному образу человека. Именно так им был создан новый жанр искусства — портретный ковер. В 1924 году Довлат Каранфилян переезжает в советскую Армению, в Ереван, где сразу после переезда на постоянное место жительства он организует свою мастерскую. Работая в последней, Каранфилян вместе со своими учениками,
создает ряд портретных ковров известных деятелей и национальных героев.
Умер Довлат Каранфилян в 1951 году.

## Портретные ковры
Ковры работы Довлата Каранфиляна выделяются своими яркими и жизнерадостными красками. В его портретных коврах, присутствуют требующие математической точности технические рисунки узора. Для создания таких узоров необходимо было произвести предварительную тщательную разметку по клеткам вязи и подборку окраса ворса. Все это требовало большого труда, знаний и утонченного художественного чувства. Такие ковры отличались композиционной целостностью декоративного обрамления с портретом, а также максимальным портретным сходством и гармоничным сочетанием цветов. Производство такого портретного ковра занимало уйму времени и сил. В среднем на создание ковра уходило до 13 месяцев. Почти все созданные Довлатом Каранфиляном ковры находятся в собственности различных музеев бывшего СССР. Всего мастером было создано 23 портретных ковра

### Портрет Рузвельта
В 1959 году, во время визита Никиты Хрущева в США, советский лидер встретился с вдовой президента Франклина Рузвельта в его доме в Гайд-парке. В «Комсомольской правде» была размещена их совместная фотография возле портретного ковра Рузвельта. Портрет был создан Довлатом Каранфиляном, над которым он работал 11 месяцев, предварительно сделав более 60 вариантов эскизов. Размер ковра был сравнительно небольшим 160см х 115 см. При этом он соткан из более чем из 600 тысяч узлов, в которых использовано свыше 150 всевозможных цветов и расцветок нитон. Ковер Каранфиляна был показан на выставке в Ереване, затем отправлен в Москву и от туда был послан в США в дар президенту Франклину Рузвельту.